# Andreas Schauer
Andreas Schauer (ur. 18 stycznia 1986 w Bad Tölz) – niemiecki narciarz dowolny, specjalizujący się w skicrossie. W 2014 roku wystartował na igrzyskach olimpijskich w Soczi, gdzie zajął 12. miejsce. Był też między innymi dziesiąty podczas mistrzostw świata w Voss w 2013 roku. Najlepsze wyniki w Pucharze Świata osiągnął w sezonie 2014/2015, kiedy to zajął 30. miejsce w klasyfikacji generalnej, a w klasyfikacji skirossu był ósmy. W 2006 roku zdobył złoty medal na mistrzostwach świata juniorów w Krasnoje Oziero.

## Osiągnięcia

### Igrzyska olimpijskie
| Miejsce | Dzień     | Rok  | Miejscowość | Konkurencja | Zwycięzca             |
| ------- | --------- | ---- | ----------- | ----------- | --------------------- |
| 12.     | 20 lutego | 2014 | Soczi       | Skicross    | Jean Frédéric Chapuis |

### Mistrzostwa świata
| Miejsce | Dzień       | Rok  | Miejscowość | Konkurencja | Zwycięzca             |
| ------- | ----------- | ---- | ----------- | ----------- | --------------------- |
| 10.     | 10 marca    | 2013 | Voss        | Skicross    | Jean Frédéric Chapuis |
| 25.     | 25 stycznia | 2015 | Kreischberg | Skicross    | Filip Flisar          |

### Miejsca w klasyfikacji generalnej
- sezon 2009/2010: 109.
- sezon 2012/2013: 54.
- sezon 2013/2014: 93.
- sezon 2014/2015: 30.

#### Miejsca na podium w zawodach
1. Soczi – 19 lutego 2013 (skicross) – 3. miejsce
2. Val Thorens – 9 stycznia 2015 (skicross) – 1. miejsce